# Aethes shakibai
Aethes shakibai es una especie de polilla del género Aethes, categorizada en la tribu Cochylini, de la subfamilia Tortricinae.

## Distribución
Se distribuye por Irán.

## Taxonomía
Fue descrita por Huemer & Wieser en 2004 y publicada en (Aethes), Carinthia II 114 (2): 390.